# Idaea tornivestis
Idaea tornivestis là một loài bướm đêm trong họ Geometridae.